# Nemo centriseta
Nemo centriseta är en tvåvingeart som beskrevs av Mcalpine 1983. Nemo centriseta ingår i släktet Nemo och familjen Neminidae. Inga underarter finns listade i Catalogue of Life.